# Йохан Кристиан Йозеф (Пфалц-Зулцбах)
Йохан Кристиан Йозеф (на немски: Johann Christian Joseph; * 23 януари 1700, Зулцбах; † 20 юли 1733, Зулцбах) от фамилията Вителсбахи, е пфалцграф-херцог на Пфалц-Зулцбах и маркграф на Берген оп Зоом (1732 – 1733).

## Биография
Той е вторият син на Теодор Евстах фон Пфалц-Зулцбах (1659 – 1732) и принцеса Мария Елеонора (1675 – 1720), дъщеря на ландграф Вилхелм I фон Хесен-Ротенбург.
Неговият по-голям брат Йозеф Карл фон Пфалц-Зулцбах († 1729) наследява Карл III Филип (1661 – 1742), курфюрст на Пфалц от страничната линия Пфалц-Нойбург. През 1729 г. Йохан Кристиан наследява брат си Йозеф Карл.

## Фамилия
Първи брак: през 1722 г. с принцеса Мария Анна Хенриета Леополдина дьо Тюрен и д'Оверн (1708 – 1728), роднина на френския маршал Анри дьо Тюрен. Те имат децата:
- Карл Теодор (* 10 декември 1724, † 16 февруари 1799), от 1742 г. курфюрст на Пфалц
- Мария Анна Луиза Хенриета (*/†1728)

Втори брак: през 1728 г. със своята братовчедка принцеса Елеонора фон Хесен-Рейнфелс-Ротенбург (1712 – 1759). Бракът е бездетен.